# Estação Ferroviária de Torredeita
A Estação Ferroviária de Torredeita, igualmente conhecida como Torre de Eita ou Tôrre dʼEita, é uma antiga gare da Linha do Dão, que servia a vila de Torredeita, no distrito de Viseu, em Portugal.

## História

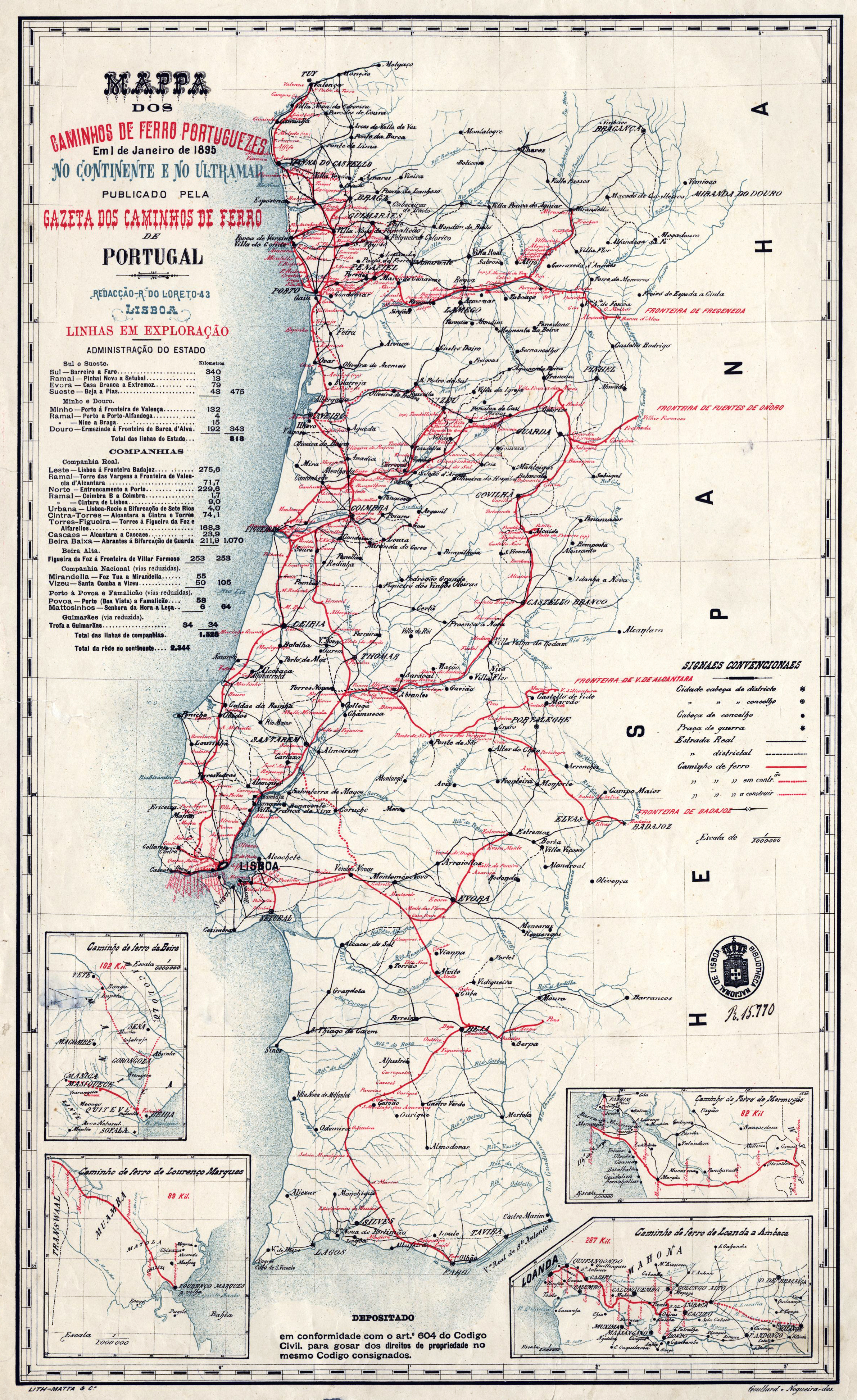
Mapa dos caminhos de ferro em Portugal em 1895. Esta gare está identificada com o nome de Torre dʼEita

### Inauguração
A Linha do Dão foi inaugurada no dia 24 de Novembro de 1890, e aberta à exploração no dia seguinte, pela Companhia Nacional de Caminhos de Ferro.

### Ligação projectada a Espinho
Em 11 de Julho de 1889, Francisco Palha foi autorizado a construir uma via férrea de via estreita entre Espinho e Torre de Eita; no entanto, quando foi publicado o alvará de concessão, em 1901, o fim da linha foi mudado para Viseu.

### Século XX
Nos horários de 1939, esta estação aparecia com o nome de Tôrre dʼEita.
Em 1 de Janeiro de 1947, a Companhia Nacional foi integrada na Companhia dos Caminhos de Ferro Portugueses.

A Linha do Dão foi encerrada em 1990 e transformada na Ecopista do Dão em 2007-2011.[carece de fontes?]

### Século XXI
Em 2021, a Estação de Torredeita vai transforma-se em museu e vai recriar interior do apeadeiro original.
A requalificação do edifício tem como objetivo a adaptação da estrutura para espaço museológico e infraestruturas de apoio, promovendo a valorização daquele elemento patrimonial local, com um investimento de 170 mil euros.
A empreitada prevê a requalificação integral dos dois pisos do edifício principal, bem como o anexo destinado a instalações sanitárias.